# 韦斯利·纽科姆·霍菲尔德
韦斯利·纽科姆·霍菲尔德（Wesley Newcomb Hohfeld，1879年8月8日—1918年），美国法学家，分析法学的代表人物之一。
霍菲尔德是德裔移民的后代，出生于加利福尼亚州奥克兰。他于1901年毕业于加利福尼亚州立大学，后进入哈佛大学攻读法学博士学位，并于1904年毕业。
1905年，他任教于斯坦福大学，1913年，他发表论文《司法推理中适用的基本法律概念》，一举成名，次年转入耶鲁大学任教授。
1918年，他因患流感而去世。